# Versus (EP)
Versus é o primeiro extended play da carreira do cantor, compositor e rapper Usher. Foi lançado em Agosto de 2010 pelas editoras discográficas LaFace Records e Jive Records, em um conjunto com a versão deluxe do seu sexto álbum de estúdio Raymond v. Raymond (2010). Vários produtores ajudaram na produção do EP, incluindo Polow da Don, Jim Jonsin, Rico Love, Drumma Boy,  Jimmy Jam and Terry Lewis, Tha Cornaboyz e Max Martin.
Estreou no número quatro da Billboard 200.

## Faixas
1. "Love 'Em All" - 3:40
2. "DJ Got Us Fallin' in Love" (com participação de Pitbull) - 4:59
3. "Lay You Down" - 4:04
4. "Lingerie" - 4:15
5. "There Goes My Baby" - 4:41
6. "Get in My Car" (com participação de Bun B) - 4:10
7. "Somebody to Love" (Remix) (com participação de Justin Bieber) - 3:40
8. "Stranger" - 4:48

## Desempenho nas tabelas musicais
| Chart (2010)                    | Peak position |
| ------------------------------- | ------------- |
| Belgium Albums Chart (Flanders) | 38            |
| Belgium Albums Chart (Wallonia) | 59            |
| Canadian Albums Chart           | 12            |
| Dutch Albums Chart              | 58            |
| French Albums Chart             | 26            |
| German Albums Chart             | 35            |
| German Downloads Chart          | 7             |
| Greek Albums Chart              | 60            |
| Italian Albums Chart            | 91            |
| Mexican Albums Chart            | 92            |
| Swiss Albums Chart              | 61            |
| US Billboard 200                | 4             |
| US Billboard R&B/Hip-Hop Albums | 3             |